# Josia Thugwane
Josia Thugwane, född den 15 april 1971, är en sydafrikansk före detta friidrottare som tävlade i maratonlöpning.
Thugwane blev historisk när han vid Olympiska sommarspelen 1996 i Atlanta blev den första svarta person från Sydafrika att vinna en olympisk guldmedalj i friidrott. Han vann tävlingen på tiden 2.12.36.
Han deltog även vid Olympiska sommarspelen 2000 i Sydney men hamnade då på plats 20. Han deltog även vid VM 2003 men avbröt tävlingen.

## Personliga rekord
- Maraton - 2.07.28